# Rudhramoorthy Cheran
Rudhramoorthy Cheran (en tàmil: চীর্ন আর্ত্র্রমুর্তি; Alaveddy, 1960) és un poeta, periodista i dramaturg tàmil. És autor de més de 15 llibres en tàmil i de tres obres de teatre en anglès. També va coeditar una antologia de poesia política tàmil. En les seves obres, tracta els temes de la identitat, l'ètnia, el nacionalisme, l'emigració i la violència.
Les seves obres s'han traduït a 16 idiomes, entre ells l'anglès, l'àrab, el bengalí, el xinès, el francès, l'alemany, el castellà, l'indonesi, el japonès, el kanarès, el malaiàlam, el neerlandès, el singalès, el suec i el telugu.

## Trajectòria
El seu pare és el conegut escriptor T. Rudhramurthy (1927-1971), conegut com el «Gran Poeta». Rudhramoorthy Cheran es va graduar el 1984 a la Universitat de Jaffna en Biologia. El mateix any, va començar a treballar al diari Saturday Review, conegut per la seva posició a favor de la independència dels mitjans de comunicació i els drets i la justícia de les minories.
El 1987 va marxar als Països Baixos i va estudiar un màster en Desenvolupament Social. Tornant a Colombo dos anys més tard, va cofundar el diari tàmil Sarinihar, publicat pel Moviment per la Justícia Interracial i la Igualtat. El 1993 se li va aconsellar que abandonés Sri Lanka. A causa de les seves cròniques sobre el conflicte ètnic i la Guerra Civil de Sri Lanka viu exiliat al Canadà des de 1993 on va doctorar-se l'any 2000 en Sociologia a la Universitat de York. És professor a la Universitat de Windsor.
Cheran ha rebut diversos premis de literatura i drets humans, com el Freedom to Write Award de l'English PEN (2013), el premi internacional de poesia de la Universitat de Toronto (2007), l'Human Rights Witness Award de Montreal (1998) i el premi nacional de Sri Lanka al millor poemari (1994).